# Calogero La Piana

Erzbischofswappen von Calogero La Piana

Calogero La Piana SDB (* 27. Januar 1952 in Riesi, Provinz Caltanissetta, Italien) ist ein römisch-katholischer Geistlicher und emeritierter Erzbischof von Messina-Lipari-Santa Lucia del Mela.

## Biographie
Calogero La Piana wurde 1952 in Riesi, einer Kleinstadt an der sizilianischen Südküste geboren. 1973 trat er als Novize in den Orden der Salesianer Don Boscos ein und legte 1974 die zeitliche Profess ab. Am Istituto Teologico „San Tommaso“ in Messina studierte er von 1974 bis 1976 Philosophie und von 1978 bis 1981 Theologie. 1976–1978 leistete er ein in der Ausbildung der Salesianer vorgesehenes Praktikum (Tirocinio pratico) bei einem Internat der Salesianer in Palermo. Die ewige Profess legte er 1980 ab. 1981 empfing er die Priesterweihe. 
1981 bis 1983 setzte er sein Theologiestudium an der Päpstlichen Universität Gregoriana in Rom fort, an der er 1985 promovierte. Von 1985 bis 1999 arbeitete Calogero La Piana am Istituto Teologico „San Tommaso“ in Messina. Er war dort vor allem Dozent für Ekklesiologie, theologische Anthropologie und Pastoraltheologie und liturgischer und geistlicher Rat der dem Theologischen Institut zugeordneten Salesianergemeinschaft.
Sechs Jahre lang war Calogero La Piana Direktor des Theologischen Instituts. Von 1989 bis 1999 war er Leiter der Salesianergemeinschaft. Von 1999 bis 2002 war er Inspektor der Ispettoria Salesiana Sicula, in der etwa 300 Salesianer in etwa 30 Einrichtungen wie Schulen, Pfarreien, Jugendzentren, Internaten, Erholungszentren für Drogenabhängige usw. arbeiten.
Ende 2002 wurde Calogero La Piana zum Bischof der Diözese Mazara del Vallo ernannt. Die Bischofsweihe spendete ihm Papst Johannes Paul II. am 6. Januar 2003 im Petersdom. 2006 ernannte ihn Papst Benedikt XVI. zum Erzbischof von Messina-Lipari-Santa Lucia del Mela. Die feierliche Amtseinführung fand am 13. Januar 2007 in der Kathedrale von Messina statt, weitere Amtseinführungen in den Konkathedralen des Erzbistums. Am 29. Juni 2007 empfing Calogero La Piana im Petersdom von Papst Benedikt XVI. gemeinsam mit 46 anderen Metropoliten das Pallium.
Am 24. September 2015 nahm Papst Franziskus seinen vorzeitigen Rücktritt aus gesundheitlichen Gründen an.
In der Sizilianischen Bischofskonferenz war Calogero La Piana Delegierter für die Migration.